# Äthiopische Sozialdemokratische Partei
Die Äthiopische Sozialdemokratische Föderale Partei (amharisch ኢትዮጵያ ማህበረ-ዴሞክራሲ ፌደራላዊ ፓርቲ, englisch „Ethiopian Social Democratic Federal Party“, Abkürzung ESDFP) ist eine sozialdemokratische und föderalistisch ausgerichtete politische Partei in Äthiopien.
Die Führungsspitze der Äthiopischen Sozialdemokratischen Föderalen Partei besteht aus dem offiziellen Parteivorsitzenden Dr. Beyene Petros, dem Vize-Parteivorsitzenden Mulu Meja und dem Generalsekretär Alema Koira.
Bei den letzten legislativen Wahlen zum nationalen äthiopischen Bundesparlament am 15. Mai 2005, war die Äthiopische Sozialdemokratische Föderale Partei eine Mitgliedspartei des oppositionellen Wahl- und Parteienbündnisses der Vereinigte Äthiopische Demokratische Kräfte. Dieses Parteienbündnis gewann gemeinsam insgesamt etwa 52 Sitze der möglichen 527 Abgeordnetensitze im Volksrepräsentantenhaus.
Der Parteivorsitzende der Äthiopischen Sozialdemokratischen Föderalen Partei, Dr. Beyene Petros, kündigte im Februar 2006 an, dass er den offiziellen Namen der Partei in Äthiopische Sozialdemokratische Partei umändern möchte. Er wollte somit die Verbindungen der Äthiopischen Sozialdemokratischen Föderalen Partei zur traditionellen Sozialdemokratischen Bewegung in Europa betonen.

## Belege
1. ↑  Ethiopian Reporter: ESDFP, englisch, letzter Zugriff am 16. Januar 2014